# Енди Ларок
Енди Ларок (швед. Andy LaRocque), рођен као Андерс Алхаге (швед. Anders Allhage; Гетеборг, 29. новембар 1962) је шведски музичар. Најпознатији је као гитариста данског хеви метал бедна Кинг Дајмонд.

## Каријера
Најупечатљивији део каријере Ендија је у Кинг Дајмондима, где свира ритам и соло гитару од настанка бенда 1985. године. Многе песме је управо он продуцирао, а написао је преко 30 текстова песама овог бенда.
Енди је каријеру започео у шведском хард рок бенду Swedish Beauty који је касније преименован у Swedish Erotica. Такође је свирао у бенду Death, као и у IllWill, заједно са осталим члановима бенда Мерсифул Фејт. Допринео је снимању песме Cold са албума Slaughter of the Soul шведског дет метал бенда At the Gates гитарском солажом.
Нашао се и на другим албумима, као нпр Chapters from a Vale Forlorn групе Falconer, где је одсвирао ритам гитару за песму Busted To The Floor. Енди је власник музичког студија по називу Los Angered Recordings у Шведској, гдје је од 1995. године снимао многе албуме за различите бендове. Студио је 2007 пребачен у Варборгу и преименован у Sonic Train Studios, где се Енди бави продукцијом до данашњег дана.
Такође је познат по посебном гитарском стилу који укључује и неке неокласичне елементе.

## Дискографија

### Са групом E.F.
- One Night Stand (1985)

### Са групомКинг Дајмонд
- Fatal Portrait (1986)
- Abigail (1987)
- Them (1988)
- The Dark Sides (сингл плоча, 1988)
- Conspiracy (1989)
- The Eye (1990)
- In Concert 1987: Abigail (уживо, 1991)
- A Dangerous Meeting (компилација, 1992)
- The Spider's Lullabye (1995)
- The Graveyard (1996)
- Voodoo (1998)
- House of God (2000)
- Abigail II: The Revenge (2002)
- The Puppet Master (2003)
- Deadly Lullabyes: Live (2004)
- Give Me Your Soul...Please (2007)

### Са групом Death
- Evilution (1999)

### Са групом X-World/5
- New Universal Order (2008)

### Као музичар гост
- At the Gates – Slaughter of the Soul (1995), гитарски соло за „Cold“
- Roadrunner United - (2005), гитарски соло за „Constitution Down“
- Evergrey – The Dark Discovery (1998)
- Dimmu Borgir – Puritanical Euphoric Misanthropia (2000), гитарски соло за „Devil's Path“
- Einherjer – Norwegian Native Art (2000), гитарски соло за „Doomfaring“
- Falconer – Chapters from a Vale Forlorn (2002), ритам гитара за „Busted To The Floor“
- Falconer – The Sceptre of Deception (2003), ритам гитара за „Hear Me Pray“
- Falconer – Grime vs. Grandeur (2005), вокал за бонус песму „Wake Up“
- Yyrkoon – Unhealthy Opera (2006), гитарски соло за „Horror from the Sea“
- Melechesh – Sphynx (2004), гитарски соло за „Purifier of the Stars“

### Као продуцент
Као продуцент је радио на многим музичким пројектима и снимањима.